# Cantón de Rumigny
El cantón de Rumigny era una división administrativa francesa, que estaba situada en el departamento de Ardenas y la región de Champaña-Ardenas.

## Composición
El cantón estaba formado por veintitrés comunas:
- Antheny
- Aouste
- Aubigny-les-Pothées
- Blanchefosse-et-Bay
- Bossus-lès-Rumigny
- Cernion
- Champlin
- Estrebay
- Flaignes-Havys
- Girondelle
- Hannappes
- La Férée
- L'Échelle
- Le Fréty
- Lépron-les-Vallées
- Liart
- Logny-Bogny
- Marby
- Marlemont
- Prez
- Rouvroy-sur-Audry
- Rumigny
- Vaux-Villaine

## Supresión del cantón de Rumigny
En aplicación del Decreto nº 2014-203 de 21 de febrero de 2014, el cantón de Rumigny fue suprimido el 22 de marzo de 2015 y sus 23 comunas pasaron a formar parte del nuevo cantón de Signy-l'Abbaye.